# Marijana Bušljeta
Marijana Bušljeta (Opatija, 10. travnja 1954.), hrvatska košarkašica.
Jugoslavenska reprezentativka sa 186 nastupa, igrala je na poziciji centra. Bila je članica klubova KK Mladi Kraijišnik (Banja Luka), KK Zadar, KK Monting (Zagreb) i Caserta.
Više puta je bila najbolji strijelac jugoslavenskog prvenstva. Sa zagrebačkim Montingom triput je osvajačica Kupa Jugoslavije. Prestižni europski Kup Liliane Ronchetti osvaja 1980. godine kada je i prvakinja Balkana. U finalu istog europskog klupskog natjecanja je i 1976. i 1981. te dvaput osvaja srebro.
S reprezentacijom zauzima 5. mjesto na europskom prvenstvu 1976. u Francuskoj, potom osvaja srebrnu medalju na Europskom prvenstvu u Poznanu 1978. kada su reprezentativke Jugoslavije skoro uspjele ugroziti godinama nedodirljive igračice SSSR-a.
Na juniorskom Svjetskom prvenstvu 1973. u Peruu zauzima 4. mjesto i biva izabrana u najbolju petorku prvenstva. Na istom natjecanju najbolji je strijelac prvenstva. 
Sudjelovala je u svjetskim kvalifikacijama za Olimpijske igre u Moskvi 1980. ostvarivši 3. mjesto.